# لئونارد نیموی
لئونارد سیمون نیموی (به انگلیسی: Leonard Simon Nimoy) (زادهٔ ۲۶ مارس ۱۹۳۱ – درگذشته ۲۷ فوریه ۲۰۱۵) بازیگر، نویسنده و نوازنده اهل آمریکا بود. وی بیش از هر چیز بخاطر ایفای نقش اسپاک در مجموعهٔ تلویزیونی و فیلم‌های پیشتازان فضا مشهور بود.

## زندگی
در ۲۶ مارس ۱۹۳۱ در شهر بوستون در ایالت ماساچوست زاده شد. او در سریال فرینج نیز در نقش «ویلیام بل» نقش‌آفرینی کرد.

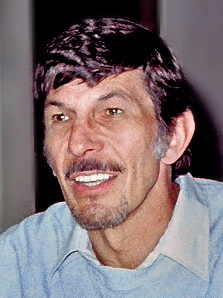

اولین قسمت از مجموعه سینمایی با عنوان «پیشتازان فضا: فیلم سینمایی» در سال ۱۹۷۹ و پس از موفقیت سریال تلویزیونی ساخته شد. با این حال مشهورترین نقشش بازی در مجموعه فیلم‌ها و سریال پیشتازان فضا در قالب موجودی نیمه زمینی، نیمه ولکانی (اهل سیاره ولکان) بود.
او جمعه ۲۷ فوریه ۲۰۱۵ در اثر یک بیماری مزمن ریوی در ۸۳ سالگی در شهر بل ایر، لس‌آنجلس درگذشت.

## فیلمشناسی
- پیشتازان فضا
- مأموریت: غیرممکن
- فرینج (فصل ۱)
- فرینج (فصل ۲)
- فرینج (فصل ۴)